# Dedalopterus pulchellus
Dedalopterus pulchellus är en skalbaggsart som beskrevs av Guido Sabatinelli och Pontuale 1998. Dedalopterus pulchellus ingår i släktet Dedalopterus och familjen Melolonthidae. Inga underarter finns listade i Catalogue of Life.